# Acrophyseter
Acrophyseter é um gênero extinto de cachalote que viveu no Mioceno Superior na costa do que é hoje o Peru. O gênero compreende duas espécies: Acrophyseter deinodon e Acrophyseter robustus. Faz parte de um grupo de cachalotes macrorraptoriais [en] que partilham várias características para a caça de presas grandes, como dentes grossos e de raízes profundas. Acrophyseter media de 4 a 4,5 metros de comprimento, tornando-o o menor cachalote macrorraptorial conhecido atualmente. Devido ao seu focinho curto e pontiagudo e dentes frontais fortemente curvados, provavelmente se alimentava dos vertebrados marinhos de seu tempo, como focas e outras baleias.

## História da descoberta

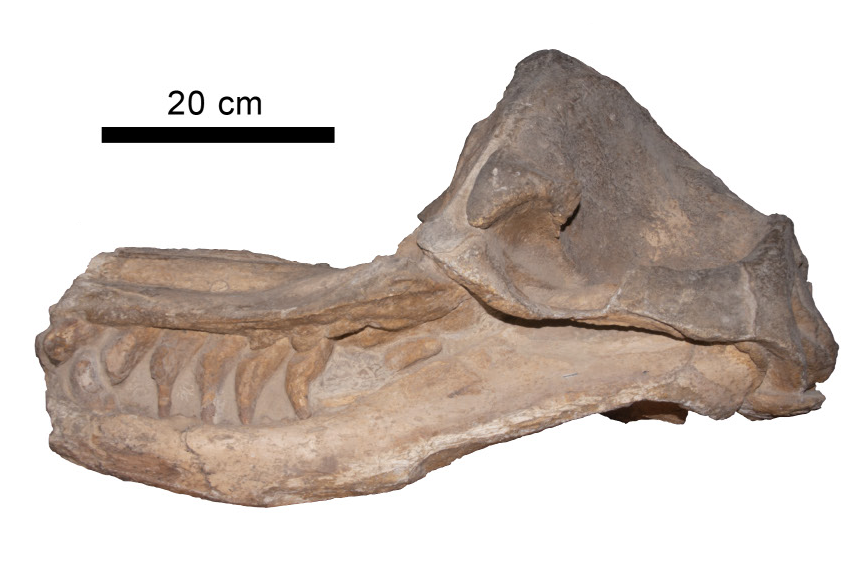
Crânio holótipo de Acrophyseter robustus

Todos os fósseis conhecidos de Acrophyseter, incluindo os das duas espécies nomeadas, foram descobertos na formação Pisco [en], localizada no sul do Peru. A espécie-tipo, Acrophyseter deinodon, foi descrita em 2008 por Olivier Lambert, Giovanni Bianucci e Christian De Muizon a partir de um crânio, catalogado como MNHN SAS 1626, descoberto na localidade de Sud-Sacaco. Este local é datado entre os estágios Tortoniano e Messiniano do Mioceno, há cerca de 8,5–6,7 milhões de anos. O espécime representa um indivíduo maduro e consiste em um crânio e mandíbula com a maioria dos dentes intactos.
Em 2017, outra espécie, Acrophyseter robustus, foi descrita pelos mesmos autores a partir de um crânio, catalogado como MUSM 1399, descoberto na localidade de Cerro la Bruja. Esta localidade é mais antiga que Sud-Sacaco, datando entre os estágios Serravaliano e Tortoniano do Mioceno, com pelo menos mais de 9,2 milhões de anos. Posteriormente, um segundo espécime de Acrophyseter deinodon, consistindo em um osso parietal direito, foi recuperado da localidade de Aguada de Lomas e registrado como MNHM F-PPI 272. As rochas em Aguada de Lomas são mais jovens que ambas as localidades mencionadas anteriormente, e o espécime foi datado do estágio Messiniano do Mioceno, 6,9–6,7 Ma. Houve dúvidas sobre sua atribuição A. deinodon, com alguns sugerindo que na verdade representa Acrophyseter robustus.
Um terceiro crânio de Acrophyseter, catalogado como MUSM 2182, foi descoberto na localidade de Cerro los Quesos, datando do mesmo período de Aguada de Lomas. A sua atribuição específica não foi formalmente estabelecida, embora partilhe algumas semelhanças com o crânio holótipo de A. robustus.
O nome do gênero Acrophyseter deriva do grego akros—que significa agudo, descrevendo o focinho curto, pontiagudo e arrebitado — e physeter—que é o nome do gênero do cachalote moderno Physeter macrocephalus. O nome da espécie deinodon vem do grego deinos—que significa terrível — e odon—dente. O nome da espécie robustus vem do latim e refere-se ao osso espesso que constitui as bordas da bacia supracraniana e a base do rostro.

## Descrição

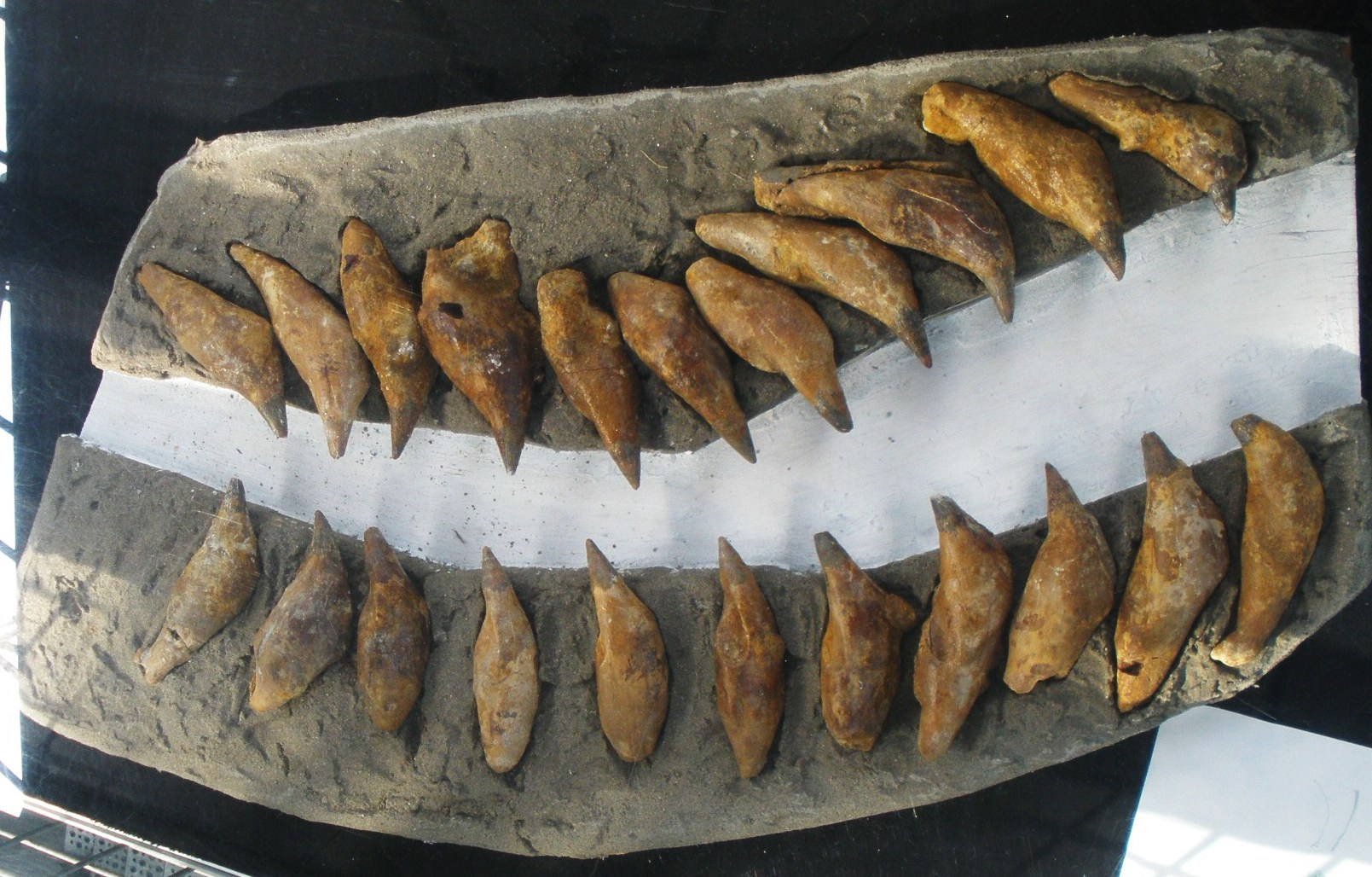
Dentes superiores e inferiores

As estimativas do comprimento corporal para Acrophyseter variam entre 4 e 4,5 metros. Estima-se que Acrophyseter deinodon tivesse entre 4 e 4,3 metros, usando a distância entre os ossos da bochecha em comparação com as dimensões do aparentado Zygophyseter. Isto o torna o menor dos cachalotes macrorraptoriais.
Ao contrário dos cachalotes modernos, Acrophyseter deinodon possuía dentes tanto na mandíbula superior quanto na inferior. Os dentes eram robustos e profundamente inseridos nas raízes, particularmente os dentes da frente; as raízes dos dentes eram comparativamente espessas quando comparadas com a fina coroa do dente. Os dentes da frente eram mais cônicos do que os mais ao fundo da boca. Os dentes posteriores inferiores eram compactados, e o espaço entre os dentes aumentava da frente para trás, sugerindo que eram usados num movimento de cisalhamento. Isso sugere uma estratégia de alimentação diferente da dos cachalotes modernos, que todos usam a alimentação por sucção devido à falta de dentes na mandíbula superior. Os dentes da frente estavam mais desgastados nas laterais, enquanto os dentes inferiores estavam mais desgastados no meio.
A. deinodon tinha 12 dentes na mandíbula superior e 13 na mandíbula inferior e possuía esmalte dentário como outros cachalotes macrorraptoriais. A pré-maxila continha três dentes e a maxila tinha nove dentes. Diferentemente de outros cachalotes, o topo da pré-maxila perto do vômer não possuía um sulco profundo. Os últimos dentes inferiores podem ter tocado o céu da boca, e o cemento era continuamente adicionado aos dentes à medida que cresciam, como nas orcas (Orcinus orca). A contagem de dentes de Acrophyseter robustus é desconhecida, embora se pense ser semelhante ou igual à de Acrophyseter deinodon. Ao longo dos alvéolos dentários foram descobertas exostoses bucais [en]: crescimentos ósseos que podem ter se desenvolvido durante a mordida para fortalecer os dentes, atuando como contrafortes. Os dentes posteriores tinham exostoses bucais maiores, pois sofriam mais pressão durante a mordida.

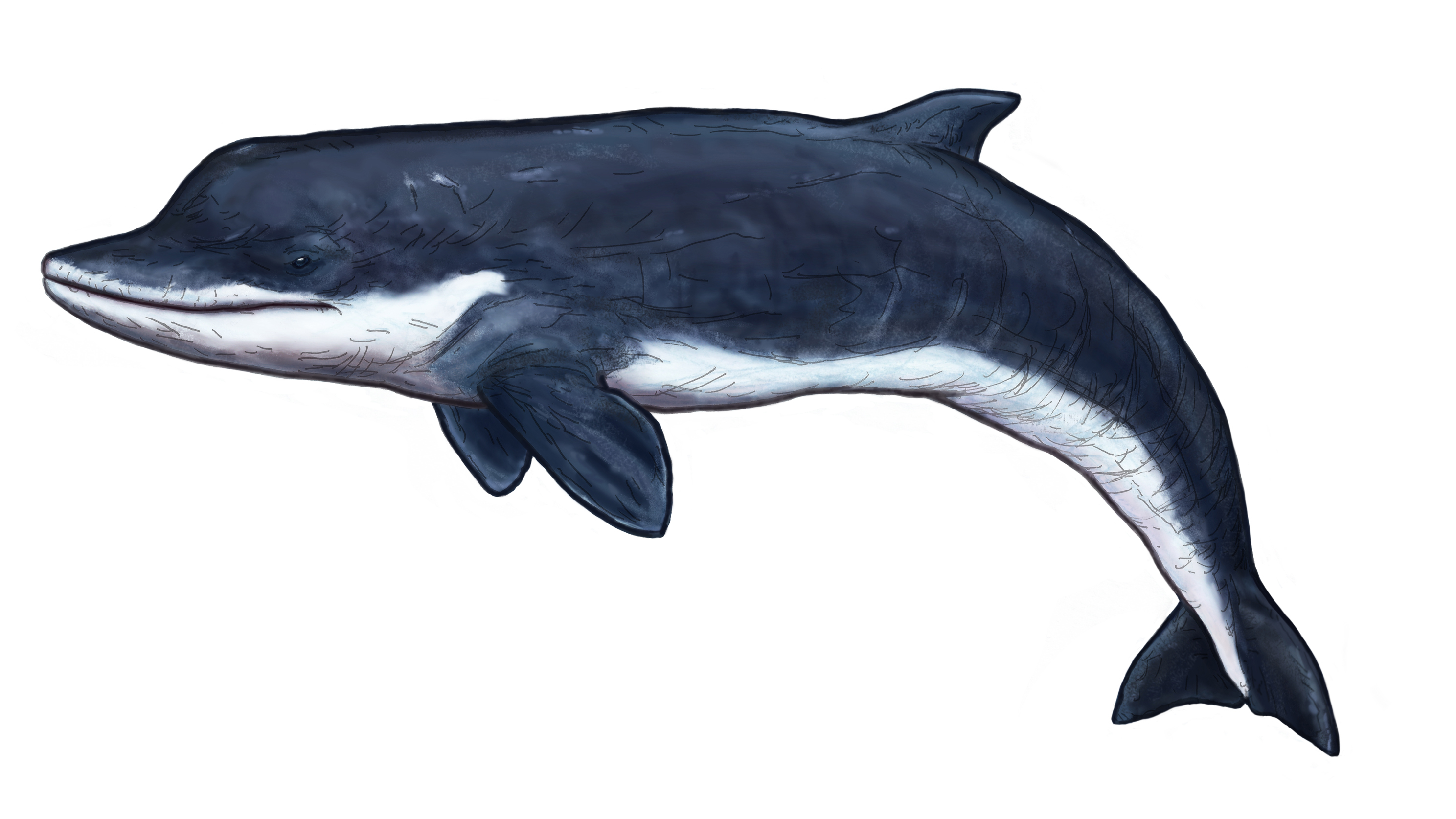
Reconstituição de Acrophyseter deinodon

Como outros cachalotes, Acrophyseter tinha uma bacia profunda no topo do crânio, a bacia supracraniana. Esta é sobreposta pela crista nucal [en] na parte de trás do crânio. A bacia supracraniana, por sua vez, projeta-se sobre a órbita ao redor do olho, mas não se estende até o focinho, ao contrário de outros cachalotes macrorraptoriais. As fossas temporais [en] nas laterais do crânio eram tão altas quanto longas, ao contrário do Zygophyseter e do Brygmophyseter. Isso desloca o arco superciliar, que se inclina para baixo em um ângulo de cerca de 55 graus. Os ossos da bochecha de Acrophyseter eram placas finas que limitavam os canais auditivos. O focinho era curto e, ao contrário de outros cachalotes, tinha uma curva distinta para cima. Os músculos masseteres, usados na mastigação, estavam localizados entre o côndilo mandibular, que conecta a mandíbula ao crânio, e os dentes. Diferente das espécies posteriores de cachalotes, Acrophyseter tinha duas narinas. A narina esquerda era cinco vezes maior que a direita, medindo 30 e 7,2 mm de diâmetro, respetivamente.

## Taxonomia
Acrophyseter pertence a um grupo de cachalotes macrorraptoriais juntamente com o Brygmophyseter, o Livyatan e o Zygophyseter. Todos eles têm dentes grandes e de raízes profundas, revestidos de esmalte tanto na mandíbula superior quanto na inferior, e foram adaptados para caçar presas grandes. Pensa-se que os cachalotes macrorraptoriais tenham evoluído estas adaptações a partir de um ancestral semelhante a um basilossaurídeo ou independentemente, uma ou duas vezes dentro do grupo. A subfamília extinta Hoplocetinae foi proposta para abrigar este grupo, juntamente com os gêneros Scaldicetus [en], Diaphorocetus [en], Idiorophus [en] e Hoplocetus [en]. No entanto, este agrupamento é parafilético, o que significa que não consiste num ancestral comum e em todos os seus descendentes. As relações entre o Acrophyseter e outros cachalotes são mostradas abaixo, com os cachalotes macrorraptoriais em negrito e os clados Kogiidae e Physeteridae colapsados.
|  | \| \| †Zygophyseter \| \| \| \| \| \| †Brygmophyseter \| \| \| \| |
|  |                                                                   |
|  | †Acrophyseter                                                     |
|  |                                                                   |
|  | †Zygophyseter                                                     |
|  |                                                                   |
|  | †Brygmophyseter                                                   |
|  |                                                                   |

|  | †Zygophyseter   |
|  |                 |
|  | †Brygmophyseter |
|  |                 |

|  | †Aulophyseter [en]?                                       |
|  |                                                           |
|  | \| \| Physeteridae \| \| \| \| \| \| Kogiidae \| \| \| \| |
|  |                                                           |
|  | Physeteridae                                              |
|  |                                                           |
|  | Kogiidae                                                  |
|  |                                                           |

|  | Physeteridae |
|  |              |
|  | Kogiidae     |
|  |              |

|  | †Aulophyseter [en]?                                       |
|  |                                                           |
|  | \| \| Physeteridae \| \| \| \| \| \| Kogiidae \| \| \| \| |
|  |                                                           |
|  | Physeteridae                                              |
|  |                                                           |
|  | Kogiidae                                                  |
|  |                                                           |

|  | Physeteridae |
|  |              |
|  | Kogiidae     |
|  |              |

|  | \| \| †Zygophyseter \| \| \| \| \| \| †Brygmophyseter \| \| \| \| |
|  |                                                                   |
|  | †Acrophyseter                                                     |
|  |                                                                   |
|  | †Zygophyseter                                                     |
|  |                                                                   |
|  | †Brygmophyseter                                                   |
|  |                                                                   |

|  | †Zygophyseter   |
|  |                 |
|  | †Brygmophyseter |
|  |                 |

|  | †Aulophyseter [en]?                                       |
|  |                                                           |
|  | \| \| Physeteridae \| \| \| \| \| \| Kogiidae \| \| \| \| |
|  |                                                           |
|  | Physeteridae                                              |
|  |                                                           |
|  | Kogiidae                                                  |
|  |                                                           |

|  | Physeteridae |
|  |              |
|  | Kogiidae     |
|  |              |

|  | †Aulophyseter [en]?                                       |
|  |                                                           |
|  | \| \| Physeteridae \| \| \| \| \| \| Kogiidae \| \| \| \| |
|  |                                                           |
|  | Physeteridae                                              |
|  |                                                           |
|  | Kogiidae                                                  |
|  |                                                           |

|  | Physeteridae |
|  |              |
|  | Kogiidae     |
|  |              |

## Paleobiologia
Características como o focinho curto e pontiagudo e os dentes frontais robustos e curvos sugerem que Acrophyseter tinha como alvo presas grandes. Seus dentes posteriores eram potencialmente utilizados em um movimento de cisalhamento. Pensa-se que Acrophyseter teria predado os numerosos vertebrados marinhos que viviam ao seu lado.

## Paleoecologia
As localidades da formação Pisco, onde foram encontrados restos do animal, revelaram os restos de numerosos vertebrados marinhos: as baleias Piscolithax e Piscobalaena, os golfinhos Brachydelphis [en], Atocetus iquensis [en] e Belonodelphis, a foca Acrophoca [en], os pinguins Spheniscus urbinai e Spheniscus muizoni [en], a preguiça-marinha  Thalassocnus natans, o crocodilo Piscogavialis [en], e os tubarões megalodonte e Cosmopolitodus hastalis [en]. Acrophyseter estava restrito principalmente à predação de focas, golfinhos, preguiças-marinhas, aves marinhas e actinopterígios.